# Языки Острова Норфолк
| Языки Острова Норфолк | Языки Острова Норфолк | Языки Острова Норфолк | Языки Острова Норфолк | Языки Острова Норфолк |
| Язык                  |                       |                       | Процент               |                       |
| --------------------- | --------------------- | --------------------- | --------------------- | --------------------- |
| Английский            |                       |                       | 44.9 %                |                       |
| Норфолкский           |                       |                       | 40.3 %                |                       |
| Фиджийский            |                       |                       | 1.8 %                 |                       |
| другие                |                       |                       | 6.8 %                 |                       |
| отсутствуют           |                       |                       | 6.2 %                 |                       |

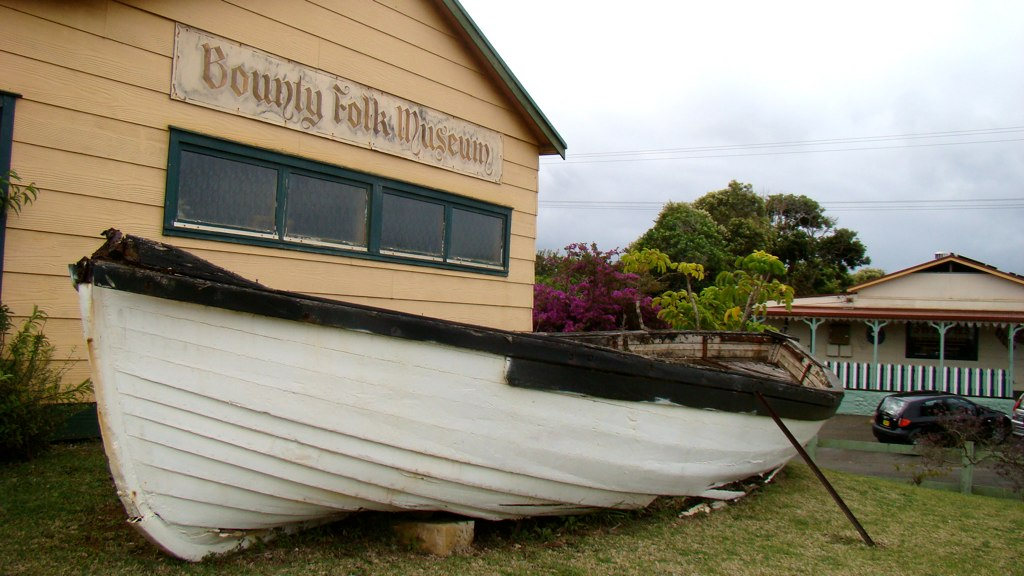
Музей народного творчества «Баунти»

Языки Острова Норфолк — языки жителей острова Норфолк.

## Описание
На Острове Норфолк существует два официальных языка — английский и норфук.

Английский язык является наиболее распространенным на острове из-за долговременного влияния Великобритании и Австралии, двух колониальных держав, которые управляли островом Норфолк. 

Норфук — креольский язык, происходит от принесенного на остров переселенцами с острова Питкэрн питкэрнского креольского языка, на основе английского языка образца XVIII века и таитянского языка. С 2005 года имеет официальный статус на острове Норфолк, наряду с английским.
Согласно переписи 1989 года, на норфуке говорили 580 человек.
По данным правительства США английский считает своим родным языком 44.9% жителей острова, в то время как на норфуке говорит 40.3%, при этом количество носителей последнего сокращается. Помимо официальных языков, эмигранты, на острове используют свои родные языки. Наибольшей из них языковой группой являются фиджийцы. На фиджийском языке говорит 1.8% населения острова.